# Нур (Чекмагушевский район)
Нур (баш. Нур) — деревня в Чекмагушевском районе Республики Башкортостан Российской Федерации. Входит в состав Урнякского сельсовета.

## География

### Географическое положение
Расстояние до:
- районного центра (Чекмагуш): 19 км,
- центра сельсовета (Урняк): 4 км,
- ближайшей ж/д станции (Буздяк): 86 км.

## Население
| 2002 | 2009 | 2010 |
| ---- | ---- | ---- |
| 103  | ↘89  | ↘68  |

Национальный состав
Согласно переписи 2002 года, преобладающие национальности — татары (55 %), башкиры (45 %).